# 桜木町 (知立市)
桜木町（さくらぎちょう）は、愛知県知立市の地名。

## 地理
知立市北西部に位置する。東は中町、西は西町、南は本町、北は西町に接する。

## 歴史

### 地名の由来
旧小字名に由来する。

### 人口の変遷
国勢調査による人口および世帯数の推移。
| 1995年（平成7年）  | 448世帯 1220人 |  |
| 2000年（平成12年） | 415世帯 1085人 |  |
| 2005年（平成17年） | 472世帯 1123人 |  |
| 2010年（平成22年） | 473世帯 1048人 |  |
| 2015年（平成27年） | 462世帯 1028人 |  |
| 2020年（令和2年）  | 512世帯 1040人 |  |

### 沿革
- 1970年（昭和45年） - 知立町知立の一部により、知立市桜木町が成立[2]。

## 施設
- 保健センター[1]

1984年（昭和59年）設置。

### WEB
1. ↑  “愛知県知立市の町丁・字一覧”.   人口統計ラボ. 2024年1月22日閲覧。
2. 1 2  総務省統計局 (2022年2月10日). “令和2年国勢調査の調査結果(e-Stat) - 男女別人口，外国人人口及び世帯数－町丁・字等” (CSV). 2023年8月2日閲覧。
3. ↑  “愛知県知立市の郵便番号一覧”.   日本郵便. 2024年2月11日閲覧。
4. ↑  “市外局番の一覧” (PDF).   総務省 (2022年3月1日). 2022年3月22日閲覧。
5. ↑  “ナンバープレートについて”.   一般社団法人愛知県自動車会議所. 2024年1月21日閲覧。
6. ↑  総務省統計局 (2014年3月28日). “平成7年国勢調査の調査結果(e-Stat) - 男女別人口及び世帯数 －町丁・字等” (CSV). 2021年7月20日閲覧。
7. ↑  総務省統計局 (2014年5月30日). “平成12年国勢調査の調査結果(e-Stat) - 男女別人口及び世帯数 －町丁・字等” (CSV). 2021年7月20日閲覧。
8. ↑  総務省統計局 (2014年6月27日). “平成17年国勢調査の調査結果(e-Stat) - 男女別人口及び世帯数 －町丁・字等” (CSV). 2021年7月21日閲覧。
9. ↑  総務省統計局 (2012年1月20日). “平成22年国勢調査の調査結果(e-Stat) - 男女別人口及び世帯数 －町丁・字等” (CSV). 2021年7月21日閲覧。
10. ↑  総務省統計局 (2017年1月27日). “平成27年国勢調査の調査結果(e-Stat) - 男女別人口及び世帯数 －町丁・字等” (CSV). 2021年7月21日閲覧。

### 書籍
1. 1 2 3  「角川日本地名大辞典」編纂委員会 1989, p. 1719.
2. 1 2 3  「角川日本地名大辞典」編纂委員会 1989, p. 605.